# Mohammed Nasir
Mohammed Nasir (Mohammed Shah), född 17 augusti 1702, död 23 april 1748, son till Khujista Akhtar och sonson till Alam I, uppsteg på den indiska stormogultronen 29 september 1719, först som marionett för de beryktade Saiyidbröderna, vilka han dock lyckades överlista och mörda. Gift med Qudsia Begum.